# غونسالو لوريرو
غونسالو لوريرو (بالبرتغالية: Gonçalo Loureiro) هو لاعب كرة قدم برتغالي في مركز الدفاع، ولد في فبراير 2000 في غيمارايش في البرتغال.

## وصلات خارجية
- غونسالو لوريرو على موقع قاعدة بيانات كرة القدم.إي يو (الإنجليزية)